# Колониеобразующая единица
Колониеобразующая единица (сокр. КОЕ) — величина, показывающая количество микробных клеток (бактерий, грибов и т. д.) или неклеточных форм жизни (вирусов и вирионов) в образце, которые являются жизнеспособными и/или способными размножаться путём деления в контролируемых условиях. Подсчёт колониеобразующих единиц требует культивирования микроорганизмов и подсчёта только жизнеспособных единиц, в отличие от микроскопического исследования, при котором подсчитываются все клетки, как живые, так и мёртвые. Визуальный подсчёт образующихся колоний в культуре клеток после посева возможен только после развития больших колоний, видимых невооружённым глазом, а при их подсчёте невозможно утверждать, возникли ли они из одной клетки или из группы клеток. Выражение результатов в виде колониеобразующих единиц даёт более воспроизводимую информацию относительно конкретного объекта исследований.

## Способ определения

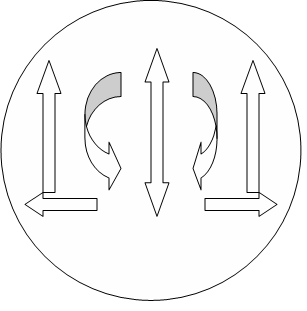
Первоначально подготавливается однородная смесь исследуемой среды с водным раствором пептона, которую наносят на агар в чашке Петри с и распределяют по чашке в соответствии с показанной схемой.

### Микробиология
Целью подсчёта является оценка количества присутствующих в исследуемом образце клеток на основе их способности образовывать колонии в определённых условиях питательной среды, температуры и времени. Теоретически одна жизнеспособная клетка может дать начало колонии путём деления. Однако одиночные клетки представляют собой исключение, и чаще всего прародителем колонии является группа клеток, существующих вместе. Кроме того, многие бактерии растут цепочками (например, Стрептококки) или гроздьями (например, Стафилококки). По данным причинам оценка количества микробов с помощью КОЕ в большинстве случаев меньше реального количества отдельных живых клеток, присутствующих в образце. Подсчёт КОЕ предполагает, что каждая колония является отдельной и основана одной жизнеспособной микробной клеткой.
Например, подсчёт КОЕ для E. coli чашечным методом является линейным в диапазоне от 30 до 300 единиц на чашке Петри стандартного размера. Таким образом, чтобы гарантировать, что образец будет давать КОЕ в этом диапазоне, требуется последовательное разведение нескольких посевов. Как правило, используют десятикратные разведения, а серию разведений высевают в двух- или трёхкратной повторности в выбранном диапазоне разведений. Часто высевают 100 мкл смеси, но также можно использовать бо́льшие количества (до 1 мл). Бо́льшие объёмы покрытия увеличивают время сушки, и это часто не приводит к более высокой точности, поскольку могут потребоваться дополнительные этапы разбавления. Далее производят подсчёт колоний в линейном диапазоне, а затем математически выводят соотношения КОЕ/г (или КОЕ/мл) в исходной смеси с учётом нанесённого количества и его коэффициента разбавления.

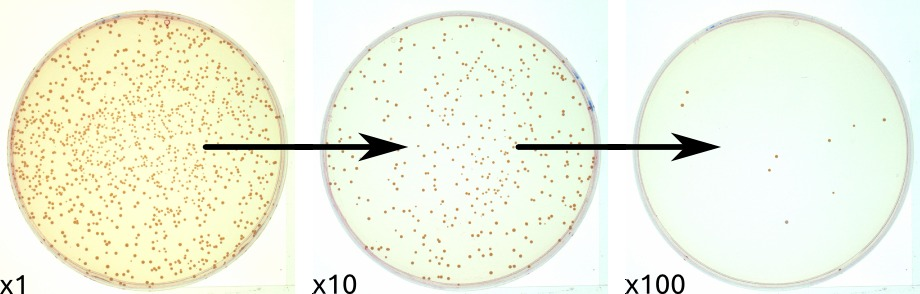
Смесь с неизвестной концентрацией микроорганизмов часто разбавляют серийно, чтобы получить хотя бы одну чашку со счётным числом колоний. На этом рисунке пластина «х10» уже подходит для счёта.

Смесь с заведомо неизвестной концентрацией микроорганизмов часто разбавляют серийно, чтобы получить хотя бы одну чашку со счётным количеством колоний. Преимущество данного метода заключается в том, что разные виды микроорганизмов могут давать колонии, явно отличающиеся друг от друга как микроскопически, так и макроскопически. Морфология колоний может быть очень полезна для идентификации присутствующих микроорганизмов.
Предварительное исследование морфологии колонии микроорганизма может дать лучшее понимание того, как наблюдаемые КОЕ/мл связаны с количеством жизнеспособных клеток на единицу объёма. В качестве альтернативы в некоторых случаях можно уменьшить среднее количество клеток на КОЕ путём встряхивания образца перед проведением разбавления. Однако многие микроорганизмы слишком чувствительны к встряхиванию и доля жизнеспособных клеток после встряхивания может уменьшиться при помещении в чашку Петри.

### Вирусология

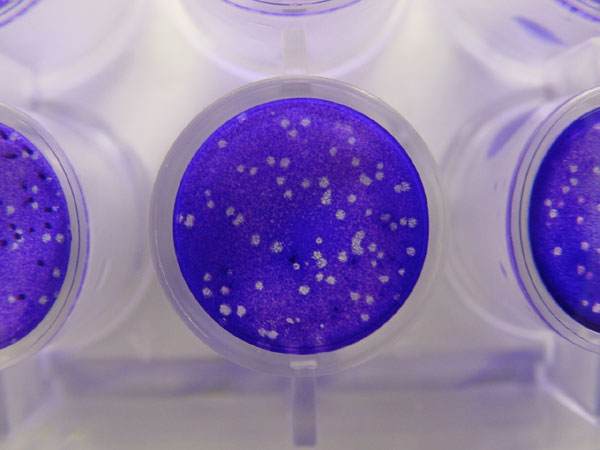
После посева исследуемого образца с вирусами клетки через некоторое время окрашивают, а неокрашенные области, где клетки погибли, отражают воздействие жизнеспособных вирусных частиц

В случае с вирусами и другими неклеточными формами жизни термин «колониеобразующая единица» неприменим в том смысле, который используется для микроорганизмов. Вирусы, а также вироиды, не могут образовывать колонии в строгом биологическом смысле. Кроме того, данные объекты не проявляют никаких признаков жизни вне клеток, а значит не могут быть подвергнуты культивации аналогично микроорганизмам. Тем не менее, подсчёт жизнеспособных единиц для данных форм жизни также возможен при соблюдении следующих условий: среда для культивации должна представлять собой тонкую студенистую массу равномерно распределённых и плотно посаженных однотипных живых клеток, способных пропустить вирусные частицы через свою клеточную мембрану, и внутри которых данные частицы могут активно размножаться. Если данные факторы соблюдены, то часть клеток, непосредственно контактировавших с вирусными агентами, погибает, и образуются «полости», в которых отсутствуют живые клетки. Данные полости не подвергаются окраске специфическими красителями и легко подвергаются подсчёту визуальным методом после окрашивания живых клеток. Далее выводится значение, аналогичное КОЕ, которое принято обозначать как PFU (plaque-forming unit, бляшкообразующие единицы или БОЕ).
Соблюдение всех данных факторов во многих случаях не представляется возможным, либо, в лучшем случае, крайне сложно в осуществлении. Это связано с тем, что практически невозможно оценить вирусную нагрузку на клетки из конкретных образцов, при которых они гарантированно погибнут, даже если указанный параметр известен (вирусная нагрузка включает в себя также частицы, которые неспособны по каким-либо причинам эффективно проникать в конкретный вид клеток и/или размножаться в них). Кроме того поддержание клеток в живом состоянии без изменения их морфологи на достаточное для размножения вирусных частиц время также является трудоёмким процессом. Дополнительную сложность представляет собой правильный подбор клеточной культуры для исследуемых вирусных частиц, при котором все вышеперечисленные требования будут соблюдаться.

### Представление величины
Концентрации колониеобразующих единиц могут быть выражены как в абсолютном выражении (КОЕ/мл или КОЕ/г), так и в логарифмическом представлении, где значение представляет собой логарифм концентрации по основанию 10 (то есть lg(КОЕ/мл).

## Инструменты для подсчёта колоний

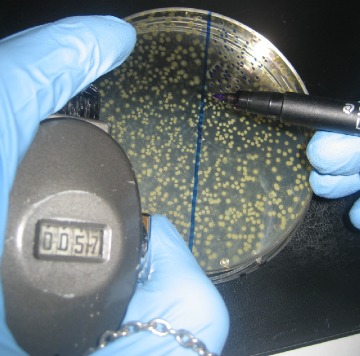
Традиционный способ подсчёта КОЕ с помощью «счётчика кликов» и ручки. Когда колонии слишком многочисленны, общепринятой практикой является подсчет КОЕ только на части чашки.

Подсчёт колоний традиционно проводится вручную с помощью ручки и счётчика кликов. Как правило, это простая задача, но она может стать очень трудоёмкой и занимать много времени, если необходимо обсчитать много образцов. В качестве альтернативы могут использоваться полуавтоматические (программные) и автоматические (аппаратные и программные) решения.

### Программное обеспечение для подсчёта КОЕ
Колонии могут быть пронумерованы по фотографиям чашек с образцами с помощью программных средств. Для этого обычно фотографируют каждую чашку Петри, а затем анализируют все изображения. Это можно сделать с помощью простой цифровой камеры или даже веб-камеры. Поскольку для получения одного снимка обычно требуется менее 10 секунд, в отличие от нескольких минут для подсчета КОЕ вручную, этот подход обычно экономит много времени. Кроме того, он более объективен и позволяет извлекать другие переменные, такие как размер и цвет колоний.
- OpenCFU  — это бесплатная программа с открытым исходным кодом, предназначенная для оптимизации удобства использования, скорости и надежности. Он предлагает широкий спектр фильтров и элементов управления, а также современный пользовательский интерфейс. OpenCFU написан на C++ и использует OpenCV для анализа изображений[4].
- NICE — это программа, написанная на MATLAB, которая обеспечивает простой способ подсчёта колоний по изображениям[5][6].
- ImageJ и CellProfiler[англ.]: некоторые макросы и плагины ImageJ[7], а также некоторые контейнеры CellProfiler[8] могут использоваться для подсчёта колоний. Это часто требует от пользователя предварительного изменения кода для достижения эффективного рабочего процесса, но может оказаться полезным и гибким. Одной из основных проблем является отсутствие специального графического интерфейса для настройки макросов и плагинов, что может сделать взаимодействие с алгоритмами обработки утомительным.

В дополнение к программному обеспечению для персональных компьютеров доступны приложения для устройств Android и iOS для полуавтоматического и автоматического подсчёта колоний. Встроенная камера используется для фотографирования чашки Петри с агаром, а внутренний или внешний алгоритм обрабатывет данные изображения и оценивает количество колоний.

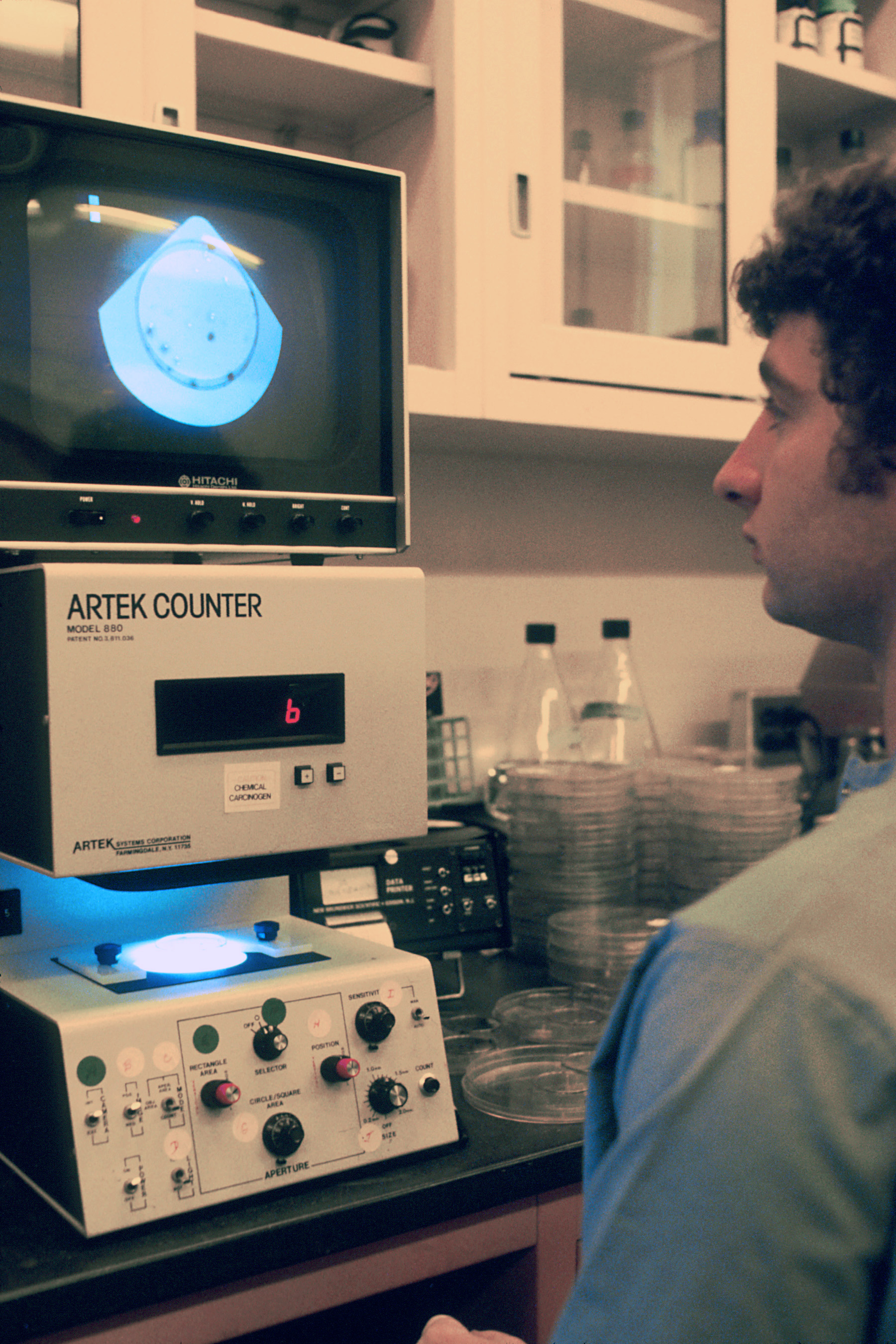
Автоматический счётчик колоний с использованием обработки изображений.

### Автоматизированные системы
Автоматизированные системы используются для противодействия человеческим ошибкам, поскольку многие методы исследования, проводимые людьми, подсчитывающими отдельные клетки, имеют высокую вероятность ошибки. Из-за того, что исследователи регулярно вручную подсчитывают клетки с помощью проходящего света, этот метод, подверженный ошибкам, может оказать значительное влияние на расчётную концентрацию в исходной жидкой среде, особенно когда клетки находятся в смеси изначально в небольшой концентрации.
Полностью автоматизированные системы также доступны у некоторых производителей биотехнологии. Они, как правило, дорогие и не такие гибкие, как отдельное программное обеспечение, поскольку аппаратное и программное обеспечение предназначены для совместной работы в конкретной конфигурации.
Некоторые автоматизированные системы, такие как системы MATLAB, позволяют подсчитывать клетки без необходимости их окрашивания. Это позволяет повторно использовать колонии для других экспериментов без риска уничтожения колоний микроорганизмов. Однако недостатком этих автоматизированных систем является то, что чрезвычайно трудно отличить колонии от скоплений пыли или царапин на чашках с кровяным агаром, потому что и пыль, и царапины могут создавать самые разнообразные комбинации форм и внешнего вида.

## Альтернативные единицы
Вместо колониеобразующих единиц можно использовать параметры «Наиболее вероятное число» (англ. Most probable number, MPN), а также «Модифицированные единицы Фишмана» (англ. Modified Fishman Units, MFU). В методе наиболее вероятного числа подсчитываются жизнеспособные клетки, что полезно при подсчёте низких концентраций клеток или подсчёте микроорганизмов, содержащихся в продуктах, в которых посторонние частицы делают подсчёт на чашках Петри нецелесообразным. Модифицированные единицы Фишмана учитывают также микроорганизмы, которые являются жизнеспособными, но не культивируемыми по каким-либо причинам.